# فادي مكي
فادي مكي اقتصادي وخبير اقتصادي لبناني عين في 8 شباط(فبراير)2025. وزيرالشؤون للتنمية الإدارية في حكومة نواف سلام.

## ولادته وتحصيله العلمي
ولد فادي مكي في لبنان في 13 أيلول (سبتمبر) 1968م. واصل تعليمه في مدارس لبنان الى ان حصل على بكالوريوس من الجامعة الأميركية في بيروت، وعلى شهادتي ماجستير، الأولى من كلية لندن للاقتصاد، والثانية من جامعة هال بالمملكة المتحدة. كما حصل على الدكتوراه في التجارة الدولية من جامعة كامبردج.

## عمله ووظائفه
- المدير العام لوزارة الاقتصاد والتجارة اللبنانية.
- مستشار رئيس الوزراء الراحل رفيق الحريري عام 2002.
- شريك ومدير تنفيذي في شركة "بوسطن كونسلتينغ غروب".
- الرئيس المشارك لمختبر العلوم السلوكية.
- أسس ويرأس الجمعية اللبنانية للاقتصاد السلوكي "نادج لبنان".
- أسس مبادرة مختبر المواطن المستهلك ومؤسسة "السلوك بهدف التنمية".
- مدير مؤسسة السلوك من أجل التنمية التابع للجنة العليا للمشاريع والإرث في قطر.
- عضو سابق في مجلس العلوم السلوكية في المنتدى الاقتصادي العالمي.
- الرئيس الرديف للفريق الاستشاري التقني للرؤى السلوكية والصحة العامة في منظمة الصحة العالمية.
- عضو مجلس العلوم في المنتدى الاقتصادي العالمي وخبير في الاستشارات الإستراتيجية والتنمية الاقتصادية.[3][4][5][6][7]

## كتبه وآثاره
له مقالات في عدة مجلات، منها “كيف يمكن لشركات الاتصالات الاستفادة من العلوم السلوكية” في “هارفارد بزنس ريفيو”.